# USS Nebraska (BB-14)
USS Nebraska (BB-14) byl predreadnought Námořnictva Spojených států amerických, který sloužil v letech 1907-1920. Jedná se o jednotku třídy Virginia.

## Stavba

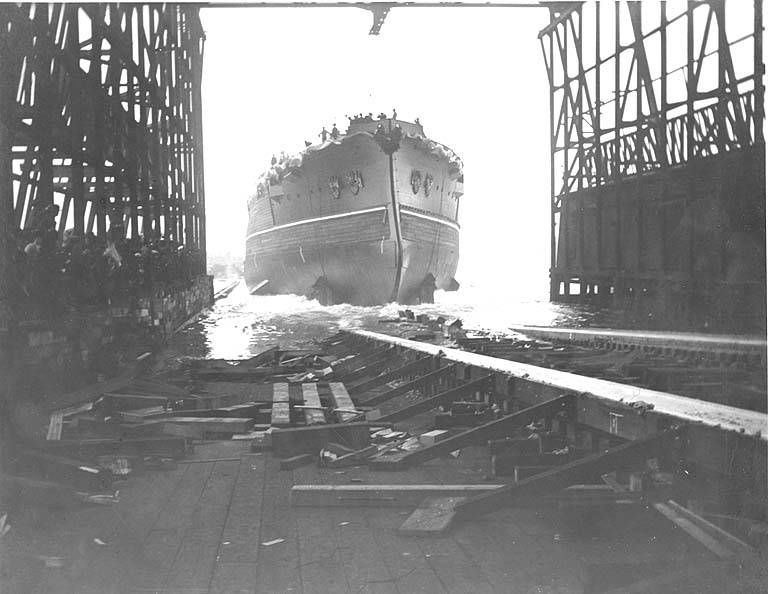
USS Nebraska při spouštění na vodu

Nebraska byla postavena v americké loděnici Moran Brothers Shipbuilding, která se nachází ve státě Washington. V roce 1904 byla loď spuštěna na vodu a dne 1. července 1907 byla Nebraska uvedena do služby.

## Výzbroj
Hlavní výzbroj Nebrasky tvořily dvě dvojhlavňové dělové věže s 305mm děly, které dostřelily do vzdálenosti až 17 km. Sekundární výzbroj tvořily čtyři dvojité dělové věže s 203mm děly. Dále byla Nebraska vyzbrojena dvanácti 152mm kanóny, dvanácti 76mm kanóny, dvanácti 47mm kanóny QF 3-pounder a čtyřmi torpédomety pro 533mm torpéda.